# Leucospermie
La leucospermie désigne la présence anormale de polynucléaires (globules blancs) pouvant signifier un état inflammatoire infectieux. Elle est caractérisée par la présence de leucocytes dans le spermogramme à des concentrations supérieures à 1 million / ml de sperme.
La leucospermie est généralement sous-évaluée ; elle atteint des niveaux élevés chez 20 % des patients stériles.

## Causes
La leucospermie est généralement la conséquence d'une infection.
Les leucocytes polymorphonucléaires et lymphocytes ne se trouvent que rarement dans un éjaculat normal (au maximum 0,99mio/ml).
Une concentration de globules blancs sanguins (leucocytes) dans le sperme a un effet délétère sur la fécondation et peut indiquer une infection des voies génitales, en particulier lorsque le pH est alcalin.

## Conséquences
Elle entraîne la production de radicaux libres oxygénés ou dérivés actifs de l'oxygène (DAO) extrêmement toxiques du fait du stress oxydatif qu'ils génèrent, pour l'appareil génital, les glandes annexes et les spermatozoïdes. Le liquide séminal possède un pouvoir antioxydant, qui contrebalance les effets du stress oxydatif. Cependant, in vivo, la production très élevée et/ou très prolongée de DAO peut submerger les défenses antioxydantes, entraînant alors une infertilité. In vitro, les DAO sont constamment délétères, car les spermatozoïdes ne sont plus protégés. Les altérations cellulaires produites sont :
- la diminution de la réaction acrosomique et de la capacité fusiogène
- l'augmentation de la fragmentation de l'ADN.

Devant une infertilité masculine, toute leucospermie constitue donc un facteur de risque essentiel ou associé qu'il convient de traiter, surtout si une thérapie in vitro est envisagée, afin d'améliorer la qualité des gamètes utilisés.